# Гжешин (Лодзинське воєводство)
Гжешин (пол. Grzeszyn) — село в Польщі, у гміні Бучек Ласького повіту Лодзинського воєводства. Населення — 156 осіб (2011).
У 1975-1998 роках село належало до Серадзького воєводства.

## Демографія
Демографічна структура станом на 31 березня 2011 року:
|          | Загалом | Допрацездатний вік | Працездатний вік | Постпрацездатний вік |
| -------- | ------- | ------------------ | ---------------- | -------------------- |
| Чоловіки | 81      | 16                 | 54               | 11                   |
| Жінки    | 75      | 12                 | 36               | 27                   |
| Разом    | 156     | 28                 | 90               | 38                   |